# Крочета (Форли-Чезена)
Крочета (итал. Crocetta) је насеље у Италији у округу Форли-Чезена, региону Емилија-Ромања.
Према процени из 2011. у насељу је живело 36 становника. Насеље се налази на надморској висини од 41 м.